# AMC・ペーサー
ペーサー（Pacer ）は、かつてアメリカン・モーターズ（AMC）が販売していた自動車である。

## 開発
1970年代初頭、AMCはGM、フォード、クライスラーのビッグスリーおよび日本車との販売競争に加え、それに追い討ちをかけたオイルショックの影響を受けて深刻な経営不振に陥っていた。この事態から脱却するため、同クラスの他社モデルとは比較にならないほど前衛的といわれたグレムリン（Gremlin ）をさらに発展させ、他社に10年先んずることをコンセプトとしたモデルとして1971年に企画されたのがペーサーである。
AMCのチーフデザイナーであるリチャード・E・ティーグによりデザインされ、全長はサブコンパクトクラス相応であるのに対して全幅はキャデラック並といわれたサイズ、後席へのアクセスを楽にする助手席側のみ長い非対称ドア、極端に低められたフード、大型の曲面ガラス（バブルグラス）の多用など、特徴あるプロポーションとスタイリングとなった。しかし 、デザイン優先でガラス面積が大きくなったため、フロントドアのガラスは下まで完全に下がらなかったうえに、結果的に車重の増加を招いてしまった。
その斬新なコンセプトはパワートレインにも及び、カーチス・ライトが北米での製造権を持ち、GMがシボレー・ベガで使用する計画で生産を予定していたヴァンケルロータリーエンジンを搭載する前輪駆動車として計画され、名実ともに革新的なモデルとなるはずであった。しかし第一次オイルショックの煽りを受け、燃費面で課題の残るロータリーエンジン計画が中止となり、またコストの関係からドライブトレインも旧来のリジッドアクスルを用いた陳腐なFRとなった。

## 販売
1975年モデルイヤーにペーサーは発売された。発売直後にはその斬新なデザインが受けて女性を中心に爆発的に売れ、テレビや映画にも数多く登場した。1977年には販売てこ入れのため、リアオーバーハングを延長して実用性を高めたステーションワゴンをラインナップに追加した。また日本やメキシコ、イギリスなどの海外市場でも販売され、メキシコでは現地生産も開始された。
しかしAMCの経営悪化は収まらず、次第にAMCの製造品質やアフターサービスは低下し、また各社から2ボックス形状のモデルが販売されるとその斬新さも薄れ、その後フロントグリルのデザイン変更などのマイナーチェンジを行うものの急激に販売数を落としていった。また、過大なガラス面積の多さがもたらす車重の重さ、そしてその結果の燃費の悪さなどのマイナス点が指摘されたが、これらをカバーすることは設計上不可能であった。
1979年、AMCはルノーの資本を受け入れて事実上同社の傘下に入り、それに伴って販売車種の合理化が進められたため、ペーサーは1980年モデルイヤーで販売を終了した。

## その他
- 1970年代後半に日本のミニカーブランド「トミカ」でモデル化された。
- 1992年公開の映画「ウェインズ・ワールド」にて、主人公たちが乗る車として登場した。
- 2011年公開のピクサー映画「カーズ2」にて、この車種が主要キャラクターとして登場した。
- 2018年公開の西野カナの“アイラブユー”のPVにて車内での撮影がされている。